# Tsurumi-ku (Osaka)
Tsurumi-ku (鶴見区?) è uno dei 24 quartieri di Ōsaka, in Giappone.